# Walle (Aurich)
Walle ist ein Ortsteil der Kreisstadt Aurich im Landkreis Aurich in Ostfriesland, Niedersachsen.

## Geschichte
Gegründet wurde der Ort Walle 1534. Den Namen erhielt er, weil er sich inmitten einer für Ostfriesland typischen Walllandschaft befindet.
Im Jahre 1805 zählte Walle 147 Einwohner, 2005 waren es 2550.
Am 1. Juli 1972 wurde Walle in die Stadt Aurich eingegliedert.

## Politik

### Ortsrat
Der Ortsrat, der den Auricher Ortsteil Walle vertritt, setzt sich aus sieben Mitgliedern zusammen. Die Ratsmitglieder werden durch eine Kommunalwahl für jeweils fünf Jahre gewählt. Die aktuelle Amtszeit begann am 1. November 2021 und endet am 31. Oktober 2026.
Bei der Kommunalwahl 2021 ergab sich folgende Sitzverteilung:
| Ortsrat 2021Insgesamt 7 Sitze - SPD: 2 - Grüne: 1 - FDP: 1 - CDU: 3 |

### Ortsbürgermeisterin
Ortsbürgermeisterin ist Monika Gronewold (CDU).

## Kultur und Sehenswürdigkeiten
- In Walle befindet sich die evangelisch-lutherische Lukaskirche mit Fenstern von Norbert Marten.

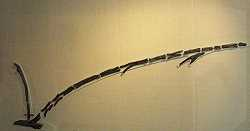
Pflug von Walle

- Der Pflug von Walle wurde dort 1927 gefunden. Es handelt sich um den ältesten bislang gefundenen Pflug Europas. Zunächst in das 4. Jahrtausend vor Christus, später (in den fünfziger Jahren) in die ausgehende Jungsteinzeit (etwa 2000 v. Chr.) eingeordnet, datieren neuere Messungen den Pflug inzwischen in die frühe Bronzezeit (1940 bis 1510 v. Chr.).[5], was auf eine frühe Besiedlung des Ortsgebietes hindeutet. Das Original steht im Niedersächsischen Landesmuseum Hannover. Eine Nachbildung ist im Historischen Museum Aurich zu besichtigen. Seit dem 10. Dezember 1975 steht ein Gedenkstein am Fundort des Pfluges (Kreisstraße 138).

## Infrastruktur
Der Ortsteil Walle liegt an der Bahnstrecke Abelitz–Aurich. Auf der ehemals stillgelegten Eisenbahnstrecke findet seit April 2008 wieder Güterverkehr statt. Eine Reaktivierung für den Schienenpersonennahverkehr wird gefordert, zudem soll die Bahnstrecke bis Jever verlängert werden, um einen Anschluss an die Ostfriesische Küstenbahn (RB59) zu ermöglichen. 
Im Jahre 2015 gab Enercon bekannt, dass das Unternehmen die Verbreiterung der Strecke für den Transport seiner Produkte nicht mehr benötige. Damit wurde auch die Reaktivierung des Personenverkehrs auf der Strecke Aurich–Emden gestoppt.
Im Ort befindet sich eine Grundschule.

## Söhne und Töchter des Ortes
- Eilert Dieken (1898–1960), Polizist und Kriegsverbrecher